# پرواز فضایی در ۱۹۵۱
سال ۱۹۵۱ میلادی شاهد اکتشاف گستردهٔ فضا توسط ایالات متحده و اتحاد جماهیر شوروی با استفاده از راکت‌های زیر مداری بود. در این سال، شوروی نخستین مجموعه‌پرتاب‌های آزمایشی زیست‌پزشکی خود را تا ارتفاع کرانهٔ ۱۰۰ کیلومتری فضا (توصیف‌شده توسط فدراسیون بین‌المللی هوانوردی) انجام داد. در این میان، چندین آژانس آمریکایی نیز در این سال بیش از شش پرتاب مطالعاتی موشک‌های ژرفاسنج را انجام دادند. نیروی دریایی ایالات متحده در اوت ۱۹۵۱ موشک ژرفاسنج وایکینگ خود را برای هفتمین بار پس از سال ۱۹۴۹، و این‌بار تا ارتفاع ۲۱۹ کیلومتر (۱۳۶ مایل) پرتاب کرد.
توسعهٔ راکت‌های قدرت‌مندتر از راکت آلمانی وی-۲ مربوط به دوران جنگ جهانی دوم که آغازگر دوران پروازهای فضایی بود نیز، توسط این دو ابرقدرت ادامه یافت. اتحاد جماهیر شوروی، با توسعهٔ موشک آر-۲، که قادر به حمل یک تن مواد منفجره (دو برابر بیشتر از مدل پیشین خود) بود، به پیشرفت‌هایی فراتر از موشک آر-۱ خود (کپی از موشک وی-۲ آلمان) دست یافت. اگرچه تولید این موشک بالستیک دوربرد بعداً در سال ۱۹۵۱ لغو شد، اما پروژهٔ توسعهٔ موشک آر-۵، که دستیابی به آن محتمل‌تر بود، کلید خود. نیروی هوایی و نیروی زمینی ایالات متحده هر دو نخستین پروژه‌های موشک بالستیک خود پس از موشک وی-۲ را آغاز کردند؛ نام موشک نیروی هوایی اتلس و نام موشک نیروی زمینی رداستون بود.

## اکتشاف در فضا

موشک آر-۱ شوروی

### ایالات متحده آمریکا
نیروی زمینی ایالات متحده، نیروی هوایی ایالات متحده و آزمایشگاه فیزیک کاربردی به استفاده از راکت آئروبی در انواع مختلفی از پروازهای موشک‌های ژرفاسنج با هدف مطالعات در زمینهٔ فیزیک، آیرونومی، تصویربرداری، هواشناسی و زیست‌پزشکی ادامه دادند و در این سال مجموعاً ۱۱ پرتاب انجام شد. دو مورد از این پروازها، نخستین مأموریت‌های زیست‌پزشکی فضایی بودند. این پروازها، که توسط نیروی هوایی آمریکا انجام شدند، و حامل چندین موش و میمون بودند، (به‌همراه سومین پرواز در سال ۱۹۵۲) نشان دادند که قرار گرفتن در معرض شتاب، جاذبهٔ کاهش‌یافته و تشعشعات کیهانی در ارتفاعات بالا برای مدت کم (حدود ۱۵ دقیقه) تأثیرات منفی قابل توجهی ندارد.
نسل نخست موشک‌های ژرفاسنج وایکینگ ساختهٔ نیروی دریایی آمریکا با پرتاب وایکینگ ۷، که تنها پرتاب راکت‌های وایکینگ در سال ۱۹۵۱ بود، به اوج عملکرد خود رسید. این راکت که در ۷ اوت از حوزه موشکی وایت سندز در نیومکزیکو پرتاب شد، رکورد ارتفاع پرتاب جهان برابر با ۲۱۹ کیلومتر (۱۳۶ مایل) را به نام خود ثبت کرد.: ۱۶۷–۱۷۱، ۲۳۶ 

### اتحاد جماهیر شوروی
موشک آر-۱ که نخستین موشک بالستیک برد بلندی بود که توسط شوروی و به‌صورت بومی ساخته شده‌بود، در نوامبر ۱۹۵۰ برای ورود به خدمت مورد تأیید قرار گرفت. در ژانویهٔ ۱۹۵۱، آزمایش‌های آر-۱ در هوای سرد به‌منظور حصول اطمینان از کیفیت آن انجام شد.: ۱۴۹، ۱۵۲  در ۱ ژوئن، تولید موشک آر-۱ به‌شکل متمرکز درآمد و به یک کارخانهٔ سابق خودروسازی در دنیپرو منتقل شد و در همان ماه، مجموعه‌ای آزمایشی از موشک‌های آر-۱ با موفقیت به کرانهٔ فضا پرتاب شدند و همگی آن‌ها در حداکثر با فاصلهٔ ۵٫۵ کیلومتر (۳٫۴ مایل) از اهداف خود فرود آمدند. اگرچه که موشک آر-۱، که یک کپی مجازی از موشک منسوخ‌شدهٔ وی-۲ بود،: ۱۱۹  سلاح چندان مهیبی نبود و تهدیدی برای غرب محسوب نمی‌شد، در زمینهٔ آموزش مهندسان و خدمهٔ موشکی، و نیز در زمینهٔ شکل‌گیری صنعت نوپای راکتی در اتجاد جماهیر شوروی از اهمیت زیادی برخوردار بود.: ۱۵۲–۳ 
در ۲۹ ژانویهٔ ۱۹۵۱ چندین سگ سوار یکی از پروازهای آزمایشی زمستانی موشک آر-۱ شدند. پس از آن نیز در تابستان همان سال شش موشک آر-۱ دیگر به‌طور اختصاصی برای پروازهای زیست‌پزشکی طراحی و تجهیز شدند تا بررسی شود که آیا سگ‌های سوار بر آن‌ها می‌توانند از سختی‌های سفر به فضا جان سالم به‌در برده و به زمین بازگردند یا خیر. سه مورد از این مأموریت‌ها موفقیت‌آمیز بودند.
موشک آر-۲ که نخستین موشک عملیاتی طراحی‌شده توسط شوروی بود که دارای مخروط دماغهٔ قابل جداسازی بود، در ژوئیهٔ ۱۹۵۱ دومین مجموعه از آزمایش‌های خود شامل سیزده پرواز را پشت سر گذاشت و در این میان یک پرواز ناموفق را تجربه کرد. این طرح که در ۲۷ نوامبر ۱۹۵۱ برای خدمت عملیاتی مورد تأیید قرار گرفت، از برد ۶۰۰ کیلومتر (۳۷۰ مایل) برخوردار بود که دو برابر بیشتر از آر-۱ بود و در عین حال، ظرفیت حمل بار آن مشابه مدل آر-۱ و در حدود ۱٬۰۰۰ کیلوگرم (۲٬۲۰۰ پوند) بود.: ۴۸–۹ 

## توسعه فضاپیماها

### نیروی هوایی ایالات متحده
تا سال ۱۹۵۰، موشک بالستیک حامل کلاهک جنگی، که پس از جنگ جهانی دوم در ایالات متحده تحت تأثیر رهنمود توسعهٔ موشک قرار گرفته بود، در سطح ملی اولویت یافت. در ژانویهٔ ۱۹۵۱، فرماندهی تحقیق و توسعه هوایی نیروی هوایی ایالات متحده قرارداد توسعهٔ راکت اتلس، که نخستین موشک بالستیک قاره‌پیمای این کشور بود را به کانسالیدیتد وولتی واگذار کرد.: ۵۹–۶۱  راکت اتلس بعداً به یکی از بوسترهای مهم در برنامه‌های فضایی سرنشین‌دار و رباتیک آمریکا بدل شد: ۳۲–۳۹  و نخستین محمولهٔ خود (ماهوارهٔ اسکور) را در سال ۱۹۵۸ به مدار زمین منتقل کرد.: ۱۵۳، ۱۶۱–۲ 

### نیروی زمینی ایالات متحده
در ۱۵ آوریل ۱۹۵۰، ورنر فون براون و تیم او متشکل از مهندسین راکتی آلمانی از فورت بلیس به ردستون آرسنال در آلاباما منتقل شدند. در سال ۱۹۵۱، وظیفهٔ تحقیق و توسعهٔ موشک‌های هدایت‌شونده و توسعه و آزمایش راکت‌های آزاد، پیشرانه‌های سوخت جامد، راکت‌های جاتو و موارد مرتبط دیگر به تیم ردستون محول شد تا نیروی زمینی ایالات متحده را به بازیگری مهم در صنعت توسعهٔ موشک آمریکا تبدیل کند. فعالیت‌های این تیم به تولید موشک رداستون انجامید که در سال ۱۹۵۳ برای نخستین بار پرتاب شد و نسخه‌هایی از آن در نهایت برای پرتاب اکسپلورر ۱، نخستین ماهوارهٔ مصنوعی آمریکا در سال ۱۹۵۸، و پرتاب مرکوری-رادستون ۳، نخستین مأموریت سرنشین‌دار آمریکا در سال ۱۹۶۱ مورد استفاده قرار گرفتند.

### نیروی دریایی ایالات متحده
در تابستان سال ۱۹۵۰ تیم آزمایشگاه تحقیقات نیروی دریایی ایالات متحده (ان‌آرال) به رهبری میلتون روزن کار بر روی یک نمونهٔ بهبود یافته از راکت وایکینگ را که قادر به دستیابی به ارتفاعات بالاتر بود، آغاز کرد. این تیم قصد داشت تا به‌واسطهٔ استفاده از مخازن سوخت بزرگ‌تر و کاهش وزن در اجزاء و بخش‌های دیگر راکت، عملکرد راکت را بهبود بخشد. در ابتدا پرتاب این موشک برای سال ۱۹۵۱ برنامه‌ریزی شده بود، اما توسعهٔ نسل دوم وایکینگ دو سال به طول انجامید و امکان پرتاب نخستین نمونه‌های راکت جدید تا پیش از ۶ ژوئن ۱۹۵۱ فراهم نشد.: ۱۷۲–۳، ۲۳۶ 

### دانشگاه آیووا
در ژانویهٔ ۱۹۵۱، جیمز وان آلن، که در توسعهٔ راکت آئروبی نقش داشت، به بخش فیزیک دانشگاه ایالتی آیووا (SUI) پیوست. وان آلن به‌همراه ملوین بی. گاتلیب، دانش‌آموختهٔ دانشگاه شیکاگو و لزلی اچ. مردیت، نخستین دانش‌آموز فارغ‌التحصیل‌شدهٔ او از دانشگاه آیووا، یک برنامهٔ پژوهشی بر روی پرتو کیهانی در ارتفاعات بالا را با استفاده از تجهیزات نصب‌شده در چند بالون آغاز کردند. این پژوهش که از ۱۶ ژوئن ۱۹۵۱ تا ۲۶ ژانویهٔ ۱۹۵۲ انجام شد،: ۷–۱۰  پایه‌گذار راکت‌های ژرفاسنج پرتاب‌شده با کمک بالون بود که در سال ۱۹۵۴ برای نخستین بار به کرانهٔ فضای رسید.: ۳۸ 

### اتحاد جماهیر شوروی
از سال ۱۹۴۷، موشک جی-۱ (یا آر-۱۰) که توسط مهاجران آلمانی طراحی شده‌بود، در رقابت با موشک آر-۲ طراحی‌شده توسط شوروی با کارکنان مهندسی و تولیدی محدود بود که در نهایت، موشک آر-۲ شوروی در پایان سال ۱۹۴۹ پیروز این رقابت شد. با توجه به متوقف شدن پروژه به‌دلیل کمبود منابع و نبود منافع دولتی در انجام آن، اتحاد شوروی در اکتبر ۱۹۵۱ به کار متخصصان آلمان خاتمه داد. در دسامبر ۱۹۵۱، نخستین گروه از متخصصان به آلمان شرقی بازگردانده شدند (فرایندی که اتحاد جماهیر شوروی آن را در نوامبر ۱۹۵۳ تکمیل کرد).: ۶۹–۷۰ 
پیش‌نویس برنامهٔ توسعهٔ موشک آر-۳ با برد ۳٬۰۰۰-کیلومتر (۱٬۹۰۰-مایل) در ۷ دسامبر ۱۹۴۹ مورد تأیید قرار گرفت،: ۶۷  اما با توجه به این که سایر طرح‌ها مفیدتر و دست‌یافتنی‌تر بودند، در ۲۰ اکتبر ۱۹۵۱ این برنامه لغو شد.: ۲۷۵–۶  یکی از این طرح‌ها موشک آر-۵ بود که قادر به حمل محموله‌ای یکسان با موشک‌های آر-۱ و آر-۲، اما در مسافت ۱٬۲۰۰ کیلومتر (۷۵۰ مایل) بود: ۲۴۲  (آر-۱۱، طرحی دیگر از یک موشک تاکتیکی با اندازهٔ نصف موشک آر-۱ اما با ظرفیت حمل محمولهٔ یکسان با آن بود). طرح مفهومی آر-۵ در ۳۰ اکتبر ۱۹۵۱ تکمیل شد.: ۹۷ 

## پرتاب‌ها

### ژانویه
| تاریخ و زمان (UTC) | راکت                                                 | راکت                           | شماره پرواز | سایت پرتاب                                 | سایت پرتاب        | ال‌اس‌پی                             | ال‌اس‌پی                             |
| تاریخ و زمان (UTC) |                                                      | بار مفید                       | اپراتور     | مدار                                       | عملکرد            | فرسایش (UTC)                       | نتیجه                              |
| تاریخ و زمان (UTC) | ملاحظات                                              | ملاحظات                        | ملاحظات     | ملاحظات                                    | ملاحظات           | ملاحظات                            |                                    |
| ------------------ | ---------------------------------------------------- | ------------------------------ | ----------- | ------------------------------------------ | ----------------- | ---------------------------------- | ---------------------------------- |
| ۱۸ ژانویه ۲۰:۱۴    | وی-۲                                                 | وی-۲                           |             | وایت سندز ال‌سی-۳۳                          | وایت سندز ال‌سی-۳۳ | جنرال الکتریک / نیروی زمینی آمریکا | جنرال الکتریک / نیروی زمینی آمریکا |
| ۱۸ ژانویه ۲۰:۱۴    |                                                      |                                |             |                                            |                   |                                    |                                    |
| ۱۸ ژانویه ۲۰:۱۴    |                                                      | آزمایشگاه تحقیقات نیروی دریایی | زیر مداری   | فرابنفش خورشیدی، پرتو ایکس، انتشار شیمیایی | ۱۸ ژانویه         | پرتاب ناموفق                       |                                    |
| ۱۸ ژانویه ۲۰:۱۴    | پرتاب پروژه هرمس، اوج زمینی: ۱٫۶ کیلومتر (۰٫۹۹ مایل) |                                |             |                                            |                   |                                    |                                    |
| ۲۲ ژانویه ۲۲:۵۵    | آئروبی آرتی‌وی-ان-۱۰                                  | آئروبی آرتی‌وی-ان-۱۰            |             | وایت سندز ال‌سی-۳۵                          | وایت سندز ال‌سی-۳۵ | نیروی دریایی آمریکا                | نیروی دریایی آمریکا                |
| ۲۲ ژانویه ۲۲:۵۵    |                                                      |                                |             |                                            |                   |                                    |                                    |
| ۲۲ ژانویه ۲۲:۵۵    |                                                      | آزمایشگاه فیزیک کاربردی        | زیر مداری   | آیرونومی                                   | ۲۲ ژانویه         | موفق                               |                                    |
| ۲۲ ژانویه ۲۲:۵۵    | اوج زمینی: ۸۸٫۵ کیلومتر (۵۵٫۰ مایل)                  |                                |             |                                            |                   |                                    |                                    |
| ۲۵ ژانویه ۱۵:۰۰    | آئروبی آرتی‌وی-ان-۱۰                                  | آئروبی آرتی‌وی-ان-۱۰            |             | وایت سندز ال‌سی-۳۵                          | وایت سندز ال‌سی-۳۵ | نیروی دریایی آمریکا                | نیروی دریایی آمریکا                |
| ۲۵ ژانویه ۱۵:۰۰    |                                                      |                                |             |                                            |                   |                                    |                                    |
| ۲۵ ژانویه ۱۵:۰۰    |                                                      | آزمایشگاه فیزیک کاربردی        | زیر مداری   | آیرونومی اوزون                             | ۲۵ ژانویه         | موفق                               |                                    |
| ۲۵ ژانویه ۱۵:۰۰    | اوج زمینی: ۹۰٫۱ کیلومتر (۵۶٫۰ مایل)                  |                                |             |                                            |                   |                                    |                                    |
| ۲۹ ژانویه          | آر-۱                                                 | آر-۱                           |             | کاپوستین یار                               | کاپوستین یار      | اوکی‌بی-۱                           | اوکی‌بی-۱                           |
| ۲۹ ژانویه          |                                                      |                                |             |                                            |                   |                                    |                                    |
| ۲۹ ژانویه          |                                                      | اوکی‌بی-۱                       | زیر مداری   | آزمایش موشک                                | ۲۹ ژانویه         | موفق                               |                                    |
| ۲۹ ژانویه          | حامل چندین سگ                                        |                                |             |                                            |                   |                                    |                                    |
| ۳۰ ژانویه          | آر-۱                                                 | آر-۱                           |             | کاپوستین یار                               | کاپوستین یار      | اوکی‌بی-۱                           | اوکی‌بی-۱                           |
| ۳۰ ژانویه          |                                                      |                                |             |                                            |                   |                                    |                                    |
| ۳۰ ژانویه          |                                                      | اوکی‌بی-۱                       | زیر مداری   | آزمایش موشک                                | ۳۰ ژانویه         | موفق                               |                                    |
| ۳۱ ژانویه          | آر-۱                                                 | آر-۱                           |             | کاپوستین یار                               | کاپوستین یار      | اوکی‌بی-۱                           | اوکی‌بی-۱                           |
| ۳۱ ژانویه          |                                                      |                                |             |                                            |                   |                                    |                                    |
| ۳۱ ژانویه          |                                                      | اوکی‌بی-۱                       | زیر مداری   | آزمایش موشک                                | ۳۱ ژانویه         | موفق                               |                                    |

### فوریه
| تاریخ و زمان (UTC) | راکت                                | راکت                    | شماره پرواز | سایت پرتاب          | سایت پرتاب        | ال‌اس‌پی              | ال‌اس‌پی              |
| تاریخ و زمان (UTC) |                                     | بار مفید                | اپراتور     | مدار                | عملکرد            | فرسایش (UTC)        | نتیجه               |
| تاریخ و زمان (UTC) | ملاحظات                             | ملاحظات                 | ملاحظات     | ملاحظات             | ملاحظات           | ملاحظات             |                     |
| ------------------ | ----------------------------------- | ----------------------- | ----------- | ------------------- | ----------------- | ------------------- | ------------------- |
| ۱ فوریه            | آر-۱                                | آر-۱                    |             | کاپوستین یار        | کاپوستین یار      | اوکی‌بی-۱            | اوکی‌بی-۱            |
| ۱ فوریه            |                                     |                         |             |                     |                   |                     |                     |
| ۱ فوریه            |                                     | اوکی‌بی-۱                | زیر مداری   | آزمایش موشک         | ۱ فوریه           | موفق                |                     |
| ۲ فوریه            | آر-۱                                | آر-۱                    |             | کاپوستین یار        | کاپوستین یار      | اوکی‌بی-۱            | اوکی‌بی-۱            |
| ۲ فوریه            |                                     |                         |             |                     |                   |                     |                     |
| ۲ فوریه            |                                     | اوکی‌بی-۱                | زیر مداری   | آزمایش موشک         | ۲ فوریه           | موفق                |                     |
| ۶ فوریه ۱۷:۲۰      | آئروبی آرتی‌وی-ان-۱۰                 | آئروبی آرتی‌وی-ان-۱۰     |             | وایت سندز ال‌سی-۳۵   | وایت سندز ال‌سی-۳۵ | نیروی دریایی آمریکا | نیروی دریایی آمریکا |
| ۶ فوریه ۱۷:۲۰      |                                     |                         |             |                     |                   |                     |                     |
| ۶ فوریه ۱۷:۲۰      |                                     | آزمایشگاه فیزیک کاربردی | زیر مداری   | تصویربرداری از زمین | ۶ فوریه           | موفق                |                     |
| ۶ فوریه ۱۷:۲۰      | اوج زمینی: ۹۸٫۲ کیلومتر (۶۱٫۰ مایل) |                         |             |                     |                   |                     |                     |

### مارس
| تاریخ و زمان (UTC) | راکت                                              | راکت                         | شماره پرواز | سایت پرتاب                  | سایت پرتاب        | ال‌اس‌پی                             | ال‌اس‌پی                             |
| تاریخ و زمان (UTC) |                                                   | بار مفید                     | اپراتور     | مدار                        | عملکرد            | فرسایش (UTC)                       | نتیجه                              |
| تاریخ و زمان (UTC) | ملاحظات                                           | ملاحظات                      | ملاحظات     | ملاحظات                     | ملاحظات           | ملاحظات                            |                                    |
| ------------------ | ------------------------------------------------- | ---------------------------- | ----------- | --------------------------- | ----------------- | ---------------------------------- | ---------------------------------- |
| ۹ مارس ۰۳:۱۶       | وی-۲                                              | وی-۲                         |             | وایت سندز ال‌سی-۳۳           | وایت سندز ال‌سی-۳۳ | جنرال الکتریک / نیروی زمینی آمریکا | جنرال الکتریک / نیروی زمینی آمریکا |
| ۹ مارس ۰۳:۱۶       |                                                   |                              |             |                             |                   |                                    |                                    |
| ۹ مارس ۰۳:۱۶       | بلاسوم آی‌وی‌ئی                                     | فرماندهی تجهیزات هوایی       | زیر مداری   | یونوسفری، خورشیدی، آیرونومی | ۹ مارس            | پرتاب ناموفق                       |                                    |
| ۹ مارس ۰۳:۱۶       | پرتاب پروژهٔ هرمس، اوج زمینی: ۳ کیلومتر (۱٫۹ مایل) |                              |             |                             |                   |                                    |                                    |
| ۲۸ مارس ۲۳:۱۴      | آئروبی آرتی‌وی-آ-۱                                 | آئروبی آرتی‌وی-آ-۱            |             | هالومن ال‌سی-آ               | هالومن ال‌سی-آ     | نیروی هوایی آمریکا                 | نیروی هوایی آمریکا                 |
| ۲۸ مارس ۲۳:۱۴      |                                                   |                              |             |                             |                   |                                    |                                    |
| ۲۸ مارس ۲۳:۱۴      |                                                   | فرماندهی تحقیق و توسعه هوایی | زیر مداری   | آیرونومی                    | ۲۸ مارس           | موفق                               |                                    |
| ۲۸ مارس ۲۳:۱۴      | اوج زمینی: ۶۸ کیلومتر (۴۲ مایل)                   |                              |             |                             |                   |                                    |                                    |

### آوریل
| تاریخ و زمان (UTC) | راکت                                                                             | راکت              | شماره پرواز | سایت پرتاب      | سایت پرتاب    | ال‌اس‌پی             | ال‌اس‌پی             |
| تاریخ و زمان (UTC) |                                                                                  | بار مفید          | اپراتور     | مدار            | عملکرد        | فرسایش (UTC)       | نتیجه              |
| تاریخ و زمان (UTC) | ملاحظات                                                                          | ملاحظات           | ملاحظات     | ملاحظات         | ملاحظات       | ملاحظات            |                    |
| ------------------ | -------------------------------------------------------------------------------- | ----------------- | ----------- | --------------- | ------------- | ------------------ | ------------------ |
| ۱۲ آوریل ۱۷:۲۶     | آئروبی آرتی‌وی-آ-۱                                                                | آئروبی آرتی‌وی-آ-۱ |             | هالومن ال‌سی-آ   | هالومن ال‌سی-آ | نیروی هوایی آمریکا | نیروی هوایی آمریکا |
| ۱۲ آوریل ۱۷:۲۶     |                                                                                  |                   |             |                 |               |                    |                    |
| ۱۲ آوریل ۱۷:۲۶     |                                                                                  | ای‌آردی‌سی          | زیر مداری   | تشعشعات خورشیدی | ۱۲ آوریل      | بخشی از آن ناموفق  |                    |
| ۱۲ آوریل ۱۷:۲۶     | اوج زمینی: ۲۰ کیلومتر (۱۲ مایل)                                                  |                   |             |                 |               |                    |                    |
| ۱۸ آوریل ۱۸:۳۹     | آئروبی آرتی‌وی-آ-۱                                                                | آئروبی آرتی‌وی-آ-۱ |             | هالومن ال‌سی-آ   | هالومن ال‌سی-آ | نیروی هوایی آمریکا | نیروی هوایی آمریکا |
| ۱۸ آوریل ۱۸:۳۹     |                                                                                  |                   |             |                 |               |                    |                    |
| ۱۸ آوریل ۱۸:۳۹     | آئرومد ۱                                                                         | ای‌آردی‌سی          | زیر مداری   | زیست‌پزشکی       | ۱۸ آوریل      | موفق               |                    |
| ۱۸ آوریل ۱۸:۳۹     | نخستین مأموریت زیست‌پزشکی آئروبی، حامل میمون؛ اوج زمینی: ۶۱٫۲ کیلومتر (۳۸٫۰ مایل) |                   |             |                 |               |                    |                    |

### مه
| تاریخ و زمان (UTC) | راکت                              | راکت              | شماره پرواز | سایت پرتاب    | سایت پرتاب    | ال‌اس‌پی             | ال‌اس‌پی             |
| تاریخ و زمان (UTC) |                                   | بار مفید          | اپراتور     | مدار          | عملکرد        | فرسایش (UTC)       | نتیجه              |
| تاریخ و زمان (UTC) | ملاحظات                           | ملاحظات           | ملاحظات     | ملاحظات       | ملاحظات       | ملاحظات            |                    |
| ------------------ | --------------------------------- | ----------------- | ----------- | ------------- | ------------- | ------------------ | ------------------ |
| ۲۹ مه ۱۹:۴۶        | آئروبی آرتی‌وی-آ-۱                 | آئروبی آرتی‌وی-آ-۱ |             | هالومن ال‌سی-آ | هالومن ال‌سی-آ | نیروی هوایی آمریکا | نیروی هوایی آمریکا |
| ۲۹ مه ۱۹:۴۶        |                                   |                   |             |               |               |                    |                    |
| ۲۹ مه ۱۹:۴۶        |                                   | ای‌آردی‌سی          | زیر مداری   | یونوسفری      | ۲۹ مه         | پرتاب ناموفق       |                    |
| ۲۹ مه ۱۹:۴۶        | اوج زمینی: ۳٫۷ کیلومتر (۲٫۳ مایل) |                   |             |               |               |                    |                    |

### ژوئن
| تاریخ و زمان (UTC) | راکت                                                      | راکت                          | شماره پرواز | سایت پرتاب                      | سایت پرتاب        | ال‌اس‌پی                             | ال‌اس‌پی                             |
| تاریخ و زمان (UTC) |                                                           | بار مفید                      | اپراتور     | مدار                            | عملکرد            | فرسایش (UTC)                       | نتیجه                              |
| تاریخ و زمان (UTC) | ملاحظات                                                   | ملاحظات                       | ملاحظات     | ملاحظات                         | ملاحظات           | ملاحظات                            |                                    |
| ------------------ | --------------------------------------------------------- | ----------------------------- | ----------- | ------------------------------- | ----------------- | ---------------------------------- | ---------------------------------- |
| ۸ ژوئن ۰۰:۱۱       | آئروبی آرتی‌وی-آ-۱                                         | آئروبی آرتی‌وی-آ-۱             |             | هالومن ال‌سی-آ                   | هالومن ال‌سی-آ     | نیروی هوایی آمریکا                 | نیروی هوایی آمریکا                 |
| ۸ ژوئن ۰۰:۱۱       |                                                           |                               |             |                                 |                   |                                    |                                    |
| ۸ ژوئن ۰۰:۱۱       |                                                           | ای‌آردی‌سی                      | زیر مداری   | پرتو ایکس خورشید، آیرونومی      | ۸ ژوئن            | موفق                               |                                    |
| ۸ ژوئن ۰۰:۱۱       | اوج زمینی: ۸۸٫۵ کیلومتر (۵۵٫۰ مایل)                       |                               |             |                                 |                   |                                    |                                    |
| ۸ ژوئن ۰۱:۱۸       | آئروبی اکس‌ای‌اس‌آر-اس‌سی-۱                                   | آئروبی اکس‌ای‌اس‌آر-اس‌سی-۱       |             | وایت سندز ال‌سی-۳۵               | وایت سندز ال‌سی-۳۵ | نیروی زمینی آمریکا                 | نیروی زمینی آمریکا                 |
| ۸ ژوئن ۰۱:۱۸       |                                                           |                               |             |                                 |                   |                                    |                                    |
| ۸ ژوئن ۰۱:۱۸       |                                                           | سپاه سیگنال ارتش ایالات متحده | زیر مداری   | آیرونومی                        | ۸ ژوئن            | پرتاب ناموفق                       |                                    |
| ۸ ژوئن ۰۱:۱۸       | اوج زمینی: ۶٫۴ کیلومتر (۴٫۰ مایل)                         |                               |             |                                 |                   |                                    |                                    |
| ۹ ژوئن ۰۶:۱۱       | آئروبی اکس‌ای‌اس‌آر-اس‌سی-۱                                   | آئروبی اکس‌ای‌اس‌آر-اس‌سی-۱       |             | وایت سندز ال‌سی-۳۵               | وایت سندز ال‌سی-۳۵ | نیروی زمینی آمریکا                 | نیروی زمینی آمریکا                 |
| ۹ ژوئن ۰۶:۱۱       |                                                           |                               |             |                                 |                   |                                    |                                    |
| ۹ ژوئن ۰۶:۱۱       |                                                           | سپاه سیگنال ارتش ایالات متحده | زیر مداری   | آیرونومی                        | ۹ ژوئن            | موفق                               |                                    |
| ۹ ژوئن ۰۶:۱۱       | اوج زمینی: ۶۷ کیلومتر (۴۲ مایل)                           |                               |             |                                 |                   |                                    |                                    |
| ۱۳ ژوئن            | آر-۱                                                      | آر-۱                          |             | کاپوستین یار                    | کاپوستین یار      | اوکی‌بی-۱                           | اوکی‌بی-۱                           |
| ۱۳ ژوئن            |                                                           |                               |             |                                 |                   |                                    |                                    |
| ۱۳ ژوئن            |                                                           | اوکی‌بی-۱                      | زیر مداری   | آزمایش موشک                     | ۱۳ ژوئن           | موفق                               |                                    |
| ۱۴ ژوئن ۱۳:۴۸      | وی-۲                                                      | وی-۲                          |             | وایت سندز ال‌سی-۳۳               | وایت سندز ال‌سی-۳۳ | جنرال الکتریک / نیروی زمینی آمریکا | جنرال الکتریک / نیروی زمینی آمریکا |
| ۱۴ ژوئن ۱۳:۴۸      |                                                           |                               |             |                                 |                   |                                    |                                    |
| ۱۴ ژوئن ۱۳:۴۸      |                                                           | ان‌آرال                        | زیر مداری   | پرتو فرابنفش / پرتو ایکس خورشید | ۱۴ ژوئن           | پرتاب ناموفق                       |                                    |
| ۱۴ ژوئن ۱۳:۴۸      | پرتاب پروژهٔ هرمس، اوج زمینی: ۰ کیلومتر (۰ مایل)           |                               |             |                                 |                   |                                    |                                    |
| ۱۴ ژوئن            | آر-۱                                                      | آر-۱                          |             | کاپوستین یار                    | کاپوستین یار      | اوکی‌بی-۱                           | اوکی‌بی-۱                           |
| ۱۴ ژوئن            |                                                           |                               |             |                                 |                   |                                    |                                    |
| ۱۴ ژوئن            |                                                           | اوکی‌بی-۱                      | زیر مداری   | آزمایش موشک                     | ۱۴ ژوئن           | موفق                               |                                    |
| ۱۸ ژوئن            | آر-۱                                                      | آر-۱                          |             | کاپوستین یار                    | کاپوستین یار      | اوکی‌بی-۱                           | اوکی‌بی-۱                           |
| ۱۸ ژوئن            |                                                           |                               |             |                                 |                   |                                    |                                    |
| ۱۸ ژوئن            |                                                           | اوکی‌بی-۱                      | زیر مداری   | آزمایش موشک                     | ۱۸ ژوئن           | موفق                               |                                    |
| ۱۹ ژوئن            | آر-۱                                                      | آر-۱                          |             | کاپوستین یار                    | کاپوستین یار      | اوکی‌بی-۱                           | اوکی‌بی-۱                           |
| ۱۹ ژوئن            |                                                           |                               |             |                                 |                   |                                    |                                    |
| ۱۹ ژوئن            |                                                           | اوکی‌بی-۱                      | زیر مداری   | آزمایش موشک                     | ۱۹ ژوئن           | موفق                               |                                    |
| ۲۰ ژوئن            | آر-۱                                                      | آر-۱                          |             | کاپوستین یار                    | کاپوستین یار      | اوکی‌بی-۱                           | اوکی‌بی-۱                           |
| ۲۰ ژوئن            |                                                           |                               |             |                                 |                   |                                    |                                    |
| ۲۰ ژوئن            |                                                           | اوکی‌بی-۱                      | زیر مداری   | آزمایش موشک                     | ۲۰ ژوئن           | موفق                               |                                    |
| ۲۲ ژوئن            | آر-۱                                                      | آر-۱                          |             | کاپوستین یار                    | کاپوستین یار      | اوکی‌بی-۱                           | اوکی‌بی-۱                           |
| ۲۲ ژوئن            |                                                           |                               |             |                                 |                   |                                    |                                    |
| ۲۲ ژوئن            |                                                           | اوکی‌بی-۱                      | زیر مداری   | آزمایش موشک                     | ۲۲ ژوئن           | موفق                               |                                    |
| ۲۳ ژوئن            | آر-۱                                                      | آر-۱                          |             | کاپوستین یار                    | کاپوستین یار      | اوکی‌بی-۱                           | اوکی‌بی-۱                           |
| ۲۳ ژوئن            |                                                           |                               |             |                                 |                   |                                    |                                    |
| ۲۳ ژوئن            |                                                           | اوکی‌بی-۱                      | زیر مداری   | آزمایش موشک                     | ۲۳ ژوئن           | موفق                               |                                    |
| ۲۴ ژوئن            | آر-۱                                                      | آر-۱                          |             | کاپوستین یار                    | کاپوستین یار      | اوکی‌بی-۱                           | اوکی‌بی-۱                           |
| ۲۴ ژوئن            |                                                           |                               |             |                                 |                   |                                    |                                    |
| ۲۴ ژوئن            |                                                           | اوکی‌بی-۱                      | زیر مداری   | آزمایش موشک                     | ۲۴ ژوئن           | موفق                               |                                    |
| ۲۵ ژوئن            | آر-۱                                                      | آر-۱                          |             | کاپوستین یار                    | کاپوستین یار      | اوکی‌بی-۱                           | اوکی‌بی-۱                           |
| ۲۵ ژوئن            |                                                           |                               |             |                                 |                   |                                    |                                    |
| ۲۵ ژوئن            |                                                           | اوکی‌بی-۱                      | زیر مداری   | آزمایش موشک                     | ۲۵ ژوئن           | موفق                               |                                    |
| ۲۶ ژوئن            | آر-۱                                                      | آر-۱                          |             | کاپوستین یار                    | کاپوستین یار      | اوکی‌بی-۱                           | اوکی‌بی-۱                           |
| ۲۶ ژوئن            |                                                           |                               |             |                                 |                   |                                    |                                    |
| ۲۶ ژوئن            |                                                           | اوکی‌بی-۱                      | زیر مداری   | آزمایش موشک                     | ۲۶ ژوئن           | موفق                               |                                    |
| ۲۷ ژوئن            | آر-۱                                                      | آر-۱                          |             | کاپوستین یار                    | کاپوستین یار      | اوکی‌بی-۱                           | اوکی‌بی-۱                           |
| ۲۷ ژوئن            |                                                           |                               |             |                                 |                   |                                    |                                    |
| ۲۷ ژوئن            |                                                           | اوکی‌بی-۱                      | زیر مداری   | آزمایش موشک                     | ۲۷ ژوئن           | موفق                               |                                    |
| ۲۸ ژوئن ۲۱:۴۳      | وی-۲                                                      | وی-۲                          |             | وایت سندز ال‌سی-۳۳               | وایت سندز ال‌سی-۳۳ | جنرال الکتریک / نیروی زمینی آمریکا | جنرال الکتریک / نیروی زمینی آمریکا |
| ۲۸ ژوئن ۲۱:۴۳      |                                                           |                               |             |                                 |                   |                                    |                                    |
| ۲۸ ژوئن ۲۱:۴۳      | بلاسوم آی‌وی‌اف                                             | ای‌آردی‌سی                      | زیر مداری   | خورشیدی / آیرونومی              | ۲۸ ژوئن           | پرتاب ناموفق                       |                                    |
| ۲۸ ژوئن ۲۱:۴۳      | پرتاب نهایی پروژهٔ هرمس، اوج زمینی: ۵٫۸ کیلومتر (۳٫۶ مایل) |                               |             |                                 |                   |                                    |                                    |

### ژوئیه
| تاریخ و زمان (UTC) | راکت                                                                                        | راکت              | شماره پرواز | سایت پرتاب              | سایت پرتاب    | ال‌اس‌پی             | ال‌اس‌پی             |
| تاریخ و زمان (UTC) |                                                                                             | بار مفید          | اپراتور     | مدار                    | عملکرد        | فرسایش (UTC)       | نتیجه              |
| تاریخ و زمان (UTC) | ملاحظات                                                                                     | ملاحظات           | ملاحظات     | ملاحظات                 | ملاحظات       | ملاحظات            |                    |
| ------------------ | ------------------------------------------------------------------------------------------- | ----------------- | ----------- | ----------------------- | ------------- | ------------------ | ------------------ |
| ۲ ژوئیه            | آر-۲                                                                                        | آر-۲              |             | کاپوستین یار            | کاپوستین یار  | اوکی‌بی-۱           | اوکی‌بی-۱           |
| ۲ ژوئیه            |                                                                                             |                   |             |                         |               |                    |                    |
| ۲ ژوئیه            |                                                                                             | اوکی‌بی-۱          | زیر مداری   | آزمایش موشک             | ۲ ژوئیه       |                    |                    |
| ۲ ژوئیه            | اولین پرتاب از سیزده پرتاب، که ۱۲ مورد آن‌ها به هدف رسیدند.: ۹۷                              |                   |             |                         |               |                    |                    |
| ژوئیه              | آر-۲                                                                                        | آر-۲              |             | کاپوستین یار            | کاپوستین یار  | اوکی‌بی-۱           | اوکی‌بی-۱           |
| ژوئیه              |                                                                                             |                   |             |                         |               |                    |                    |
| ژوئیه              |                                                                                             | اوکی‌بی-۱          | زیر مداری   | آزمایش موشک             | همان روز      |                    |                    |
| ژوئیه              | دومین پرتاب از سیزده پرتاب، که ۱۲ مورد آن‌ها به هدف رسیدند.: ۹۷                              |                   |             |                         |               |                    |                    |
| ژوئیه              | آر-۲                                                                                        | آر-۲              |             | کاپوستین یار            | کاپوستین یار  | اوکی‌بی-۱           | اوکی‌بی-۱           |
| ژوئیه              |                                                                                             |                   |             |                         |               |                    |                    |
| ژوئیه              |                                                                                             | اوکی‌بی-۱          | زیر مداری   | آزمایش موشک             | همان روز      |                    |                    |
| ژوئیه              | سومین پرتاب از سیزده پرتاب، که ۱۲ مورد آن‌ها به هدف رسیدند.: ۹۷                              |                   |             |                         |               |                    |                    |
| ژوئیه              | آر-۲                                                                                        | آر-۲              |             | کاپوستین یار            | کاپوستین یار  | اوکی‌بی-۱           | اوکی‌بی-۱           |
| ژوئیه              |                                                                                             |                   |             |                         |               |                    |                    |
| ژوئیه              |                                                                                             | اوکی‌بی-۱          | زیر مداری   | آزمایش موشک             | همان روز      |                    |                    |
| ژوئیه              | چهارمین پرتاب از سیزده پرتاب، که ۱۲ مورد آن‌ها به هدف رسیدند.: ۹۷                            |                   |             |                         |               |                    |                    |
| ژوئیه              | آر-۲                                                                                        | آر-۲              |             | کاپوستین یار            | کاپوستین یار  | اوکی‌بی-۱           | اوکی‌بی-۱           |
| ژوئیه              |                                                                                             |                   |             |                         |               |                    |                    |
| ژوئیه              |                                                                                             | اوکی‌بی-۱          | زیر مداری   | آزمایش موشک             | همان روز      |                    |                    |
| ژوئیه              | پنجمین پرتاب از سیزده پرتاب، که ۱۲ مورد آن‌ها به هدف رسیدند.: ۹۷                             |                   |             |                         |               |                    |                    |
| ژوئیه              | آر-۲                                                                                        | آر-۲              |             | کاپوستین یار            | کاپوستین یار  | اوکی‌بی-۱           | اوکی‌بی-۱           |
| ژوئیه              |                                                                                             |                   |             |                         |               |                    |                    |
| ژوئیه              |                                                                                             | اوکی‌بی-۱          | زیر مداری   | آزمایش موشک             | همان روز      |                    |                    |
| ژوئیه              | ششمین پرتاب از سیزده پرتاب، که ۱۲ مورد آن‌ها به هدف رسیدند.: ۹۷                              |                   |             |                         |               |                    |                    |
| ژوئیه              | آر-۲                                                                                        | آر-۲              |             | کاپوستین یار            | کاپوستین یار  | اوکی‌بی-۱           | اوکی‌بی-۱           |
| ژوئیه              |                                                                                             |                   |             |                         |               |                    |                    |
| ژوئیه              |                                                                                             | اوکی‌بی-۱          | زیر مداری   | آزمایش موشک             | همان روز      |                    |                    |
| ژوئیه              | هفتمین پرتاب از سیزده پرتاب، که ۱۲ مورد آن‌ها به هدف رسیدند.: ۹۷                             |                   |             |                         |               |                    |                    |
| ژوئیه              | آر-۲                                                                                        | آر-۲              |             | کاپوستین یار            | کاپوستین یار  | اوکی‌بی-۱           | اوکی‌بی-۱           |
| ژوئیه              |                                                                                             |                   |             |                         |               |                    |                    |
| ژوئیه              |                                                                                             | اوکی‌بی-۱          | زیر مداری   | آزمایش موشک             | همان روز      |                    |                    |
| ژوئیه              | هشتمین پرتاب از سیزده پرتاب، که ۱۲ مورد آن‌ها به هدف رسیدند.: ۹۷                             |                   |             |                         |               |                    |                    |
| ژوئیه              | آر-۲                                                                                        | آر-۲              |             | کاپوستین یار            | کاپوستین یار  | اوکی‌بی-۱           | اوکی‌بی-۱           |
| ژوئیه              |                                                                                             |                   |             |                         |               |                    |                    |
| ژوئیه              |                                                                                             | اوکی‌بی-۱          | زیر مداری   | آزمایش موشک             | همان روز      |                    |                    |
| ژوئیه              | نهمین پرتاب از سیزده پرتاب، که ۱۲ مورد آن‌ها به هدف رسیدند.: ۹۷                              |                   |             |                         |               |                    |                    |
| ژوئیه              | آر-۲                                                                                        | آر-۲              |             | کاپوستین یار            | کاپوستین یار  | اوکی‌بی-۱           | اوکی‌بی-۱           |
| ژوئیه              |                                                                                             |                   |             |                         |               |                    |                    |
| ژوئیه              |                                                                                             | اوکی‌بی-۱          | زیر مداری   | آزمایش موشک             | همان روز      |                    |                    |
| ژوئیه              | دهمین پرتاب از سیزده پرتاب، که ۱۲ مورد آن‌ها به هدف رسیدند.: ۹۷                              |                   |             |                         |               |                    |                    |
| ژوئیه              | آر-۲                                                                                        | آر-۲              |             | کاپوستین یار            | کاپوستین یار  | اوکی‌بی-۱           | اوکی‌بی-۱           |
| ژوئیه              |                                                                                             |                   |             |                         |               |                    |                    |
| ژوئیه              |                                                                                             | اوکی‌بی-۱          | زیر مداری   | آزمایش موشک             | همان روز      |                    |                    |
| ژوئیه              | یازدهمین پرتاب از سیزده پرتاب، که ۱۲ مورد آن‌ها به هدف رسیدند.: ۹۷                           |                   |             |                         |               |                    |                    |
| ژوئیه              | آر-۲                                                                                        | آر-۲              |             | کاپوستین یار            | کاپوستین یار  | اوکی‌بی-۱           | اوکی‌بی-۱           |
| ژوئیه              |                                                                                             |                   |             |                         |               |                    |                    |
| ژوئیه              |                                                                                             | اوکی‌بی-۱          | زیر مداری   | آزمایش موشک             | همان روز      |                    |                    |
| ژوئیه              | دوازدهمین پرتاب از سیزده پرتاب، که ۱۲ مورد آن‌ها به هدف رسیدند.: ۹۷                          |                   |             |                         |               |                    |                    |
| ۲۲ ژوئیه           | آر-۱وی                                                                                      | آر-۱وی            |             | کاپوستین یار            | کاپوستین یار  | اوکی‌بی-۱           | اوکی‌بی-۱           |
| ۲۲ ژوئیه           |                                                                                             |                   |             |                         |               |                    |                    |
| ۲۲ ژوئیه           |                                                                                             | اوکی‌بی-۱          | زیر مداری   | زیست‌شناختی              | ۲۲ ژوئیه      | موفق               |                    |
| ۲۲ ژوئیه           | پرواز اولیهٔ موشک آر-۱وی؛ حامل سگ‌هایی با نام دزیک و ژگان که به زمین بازگشتند.                |                   |             |                         |               |                    |                    |
| ۲۵ ژوئیه ۱۶:۲۶     | آئروبی آرتی‌وی-آ-۱                                                                           | آئروبی آرتی‌وی-آ-۱ |             | هالومن ال‌سی-آ           | هالومن ال‌سی-آ | نیروی هوایی آمریکا | نیروی هوایی آمریکا |
| ۲۵ ژوئیه ۱۶:۲۶     |                                                                                             |                   |             |                         |               |                    |                    |
| ۲۵ ژوئیه ۱۶:۲۶     |                                                                                             | ای‌آردی‌سی          | زیر مداری   | تحقیق پیرامون درخشش هوا | ۲۵ ژوئیه      | موفق               |                    |
| ۲۵ ژوئیه ۱۶:۲۶     | اوج زمینی: ۷۱٫۳ کیلومتر (۴۴٫۳ مایل)                                                         |                   |             |                         |               |                    |                    |
| ۲۷ ژوئیه           | آر-۲                                                                                        | آر-۲              |             | کاپوستین یار            | کاپوستین یار  | اوکی‌بی-۱           | اوکی‌بی-۱           |
| ۲۷ ژوئیه           |                                                                                             |                   |             |                         |               |                    |                    |
| ۲۷ ژوئیه           |                                                                                             | اوکی‌بی-۱          | زیر مداری   | آزمایش موشک             | ۲۷ ژوئیه      |                    |                    |
| ۲۷ ژوئیه           | آخرین پرتاب از سیزده پرتاب، که ۱۲ مورد آن‌ها به هدف رسیدند.: ۹۷                              |                   |             |                         |               |                    |                    |
| ۲۹ ژوئیه           | آر-۱بی                                                                                      | آر-۱بی            |             | کاپوستین یار            | کاپوستین یار  | اوکی‌بی-۱           | اوکی‌بی-۱           |
| ۲۹ ژوئیه           |                                                                                             |                   |             |                         |               |                    |                    |
| ۲۹ ژوئیه           |                                                                                             | اوکی‌بی-۱          | زیر مداری   | زیست‌شناختی              | ۲۹ ژوئیه      | پرتاب ناموفق       |                    |
| ۲۹ ژوئیه           | پرواز اولیهٔ موشک آر-۱بی؛ نقص در سامانهٔ برق‌رسانی، عدم بازیابی محموله، سگ‌های حمل‌شده کشته شدند |                   |             |                         |               |                    |                    |

### اوت
| تاریخ و زمان (UTC) | راکت                                                                                                 | راکت                   | شماره پرواز | سایت پرتاب                             | سایت پرتاب                             | ال‌اس‌پی              | ال‌اس‌پی              |
| تاریخ و زمان (UTC) | | بار مفید (⚀ = تاسواره) | اپراتور     | مدار                                   | عملکرد                                 | فرسایش (UTC)        | نتیجه               |
| تاریخ و زمان (UTC) | ملاحظات                                                                                              | ملاحظات                | ملاحظات     | ملاحظات                                | ملاحظات                                | ملاحظات             |                     |
| ------------------ | --- | ---------------------- | ----------- | -------------------------------------- | -------------------------------------- | ------------------- | ------------------- |
| ۷ اوت ۱۶:۳۶        | آئروبی آرتی‌وی-آ-۱                                                                                    | آئروبی آرتی‌وی-آ-۱      |             | هالومن ال‌سی-آ                          | هالومن ال‌سی-آ                          | نیروی هوایی آمریکا  | نیروی هوایی آمریکا  |
| ۷ اوت ۱۶:۳۶        | |                        |             |                                        |                                        |                     |                     |
| ۷ اوت ۱۶:۳۶        | | ای‌آردی‌سی               | زیر مداری   | یونوسفری                               | ۷ اوت                                  | موفق                |                     |
| ۷ اوت ۱۶:۳۶        | اوج زمینی: ۸۳٫۵ کیلومتر (۵۱٫۹ مایل)                                                                  |                        |             |                                        |                                        |                     |                     |
| ۷ اوت ۱۸:۰۰        | وایکینگ (مدل اول)                                                                                    | وایکینگ (مدل اول)      |             | وایت سندز ال‌سی-۳۳ – منطقه پرتاب ۱ ارتش | وایت سندز ال‌سی-۳۳ – منطقه پرتاب ۱ ارتش | نیروی دریایی آمریکا | نیروی دریایی آمریکا |
| ۷ اوت ۱۸:۰۰        | |                        |             |                                        |                                        |                     |                     |
| ۷ اوت ۱۸:۰۰        | وایکینگ ۷                                                                                            | ان‌آرال                 | زیر مداری   | یونوسفری / خورشیدی                     | ۷ اوت                                  | موفق                |                     |
| ۷ اوت ۱۸:۰۰        | آخرین پرواز مدل اول وایکینگ، اوج زمینی: ۲۱۹ کیلومتر (۱۳۶ مایل)                                       |                        |             |                                        |                                        |                     |                     |
| ۱۵ اوت             | آر-۱بی                                                                                               | آر-۱بی                 |             | کاپوستین یار                           | کاپوستین یار                           | اوکی‌بی-۱            | اوکی‌بی-۱            |
| ۱۵ اوت             | |                        |             |                                        |                                        |                     |                     |
| ۱۵ اوت             | | اوکی‌بی-۱               | زیر مداری   | پرتو فرابنفش خورشید / زیست‌شناختی       | ۱۵ اوت                                 | موفق                |                     |
| ۱۵ اوت             | حامل چندین سگ، بازیابی‌شده                                                                            |                        |             |                                        |                                        |                     |                     |
| ۱۹ اوت             | آر-۱وی                                                                                               | آر-۱وی                 |             | کاپوستین یار                           | کاپوستین یار                           | اوکی‌بی-۱            | اوکی‌بی-۱            |
| ۱۹ اوت             | |                        |             |                                        |                                        |                     |                     |
| ۱۹ اوت             | | اوکی‌بی-۱               | زیر مداری   | زیست‌شناختی                             | ۱۹ اوت                                 | موفق                |                     |
| ۱۹ اوت             | آخرین پرواز موشک آر-۱وی؛ حامل چندین سگ، بازیابی‌شده                                                   |                        |             |                                        |                                        |                     |                     |
| ۲۲ اوت ۱۹:۰۰       | وی-۲                                                                                                 | وی-۲                   |             | وایت سندز ال‌سی-۳۳                      | وایت سندز ال‌سی-۳۳                      | نیروی زمینی آمریکا  | نیروی زمینی آمریکا  |
| ۲۲ اوت ۱۹:۰۰       | |                        |             |                                        |                                        |                     |                     |
| ۲۲ اوت ۱۹:۰۰       | | نیروی زمینی آمریکا     | زیر مداری   | آزمایش ارتفاع                          | ۲۲ اوت                                 | موفق                |                     |
| ۲۲ اوت ۱۹:۰۰       | نخستین تیم کاملاً نظامی پس از فسخ عقد قرارداد با جنرال الکتریک؛ اوج زمینی: ۲۱۳٫۹ کیلومتر (۱۳۲٫۹ مایل) |                        |             |                                        |                                        |                     |                     |
| ۲۸ اوت             | آر-۱بی                                                                                               | آر-۱بی                 |             | کاپوستین یار                           | کاپوستین یار                           | اوکی‌بی-۱            | اوکی‌بی-۱            |
| ۲۸ اوت             | |                        |             |                                        |                                        |                     |                     |
| ۲۸ اوت             | | اوکی‌بی-۱               | زیر مداری   | زیست‌شناختی                             | ۲۸ اوت                                 | موفق                |                     |
| ۳۰ اوت ۲۲:۴۰       | آئروبی آرتی‌وی-آ-۱بی                                                                                  | آئروبی آرتی‌وی-آ-۱بی    |             | هالومن ال‌سی-آ                          | هالومن ال‌سی-آ                          | نیروی هوایی آمریکا  | نیروی هوایی آمریکا  |
| ۳۰ اوت ۲۲:۴۰       | |                        |             |                                        |                                        |                     |                     |
| ۳۰ اوت ۲۲:۴۰       | | ای‌آردی‌سی               | زیر مداری   | آزمایش عملکرد راکت                     | ۳۰ اوت                                 | موفق                |                     |
| ۳۰ اوت ۲۲:۴۰       | پرواز اولیه (و تنها پرواز) راکت آرتی‌وی-آ-۱بی، اوج زمینی: ۷۵٫۷ کیلومتر (۴۷٫۰ مایل)                    |                        |             |                                        |                                        |                     |                     |

### سپتامبر
| تاریخ و زمان (UTC) | راکت                                                                                                   | راکت                          | شماره پرواز | سایت پرتاب        | سایت پرتاب        | ال‌اس‌پی             | ال‌اس‌پی             |
| تاریخ و زمان (UTC) | | بار مفید                      | اپراتور     | مدار              | عملکرد            | فرسایش (UTC)       | نتیجه              |
| تاریخ و زمان (UTC) | ملاحظات                                                                                                | ملاحظات                       | ملاحظات     | ملاحظات           | ملاحظات           | ملاحظات            |                    |
| ------------------ | --- | ----------------------------- | ----------- | ----------------- | ----------------- | ------------------ | ------------------ |
| ۳ سپتامبر          | آر-۱بی                                                                                                 | آر-۱بی                        |             | کاپوستین یار      | کاپوستین یار      | اوکی‌بی-۱           | اوکی‌بی-۱           |
| ۳ سپتامبر          | |                               |             |                   |                   |                    |                    |
| ۳ سپتامبر          | | اوکی‌بی-۱                      | زیر مداری   | زیست‌شناختی        | ۳ سپتامبر         | موفق               |                    |
| ۳ سپتامبر          | آخرین پرواز موشک آر-۱بی؛ حامل چندین سگ، بازیابی‌شده                                                     |                               |             |                   |                   |                    |                    |
| ۱۳ سپتامبر ۱۱:۳۷   | آئروبی آرتی‌وی-آ-۱                                                                                      | آئروبی آرتی‌وی-آ-۱             |             | هالومن ال‌سی-آ     | هالومن ال‌سی-آ     | نیروی هوایی آمریکا | نیروی هوایی آمریکا |
| ۱۳ سپتامبر ۱۱:۳۷   | |                               |             |                   |                   |                    |                    |
| ۱۳ سپتامبر ۱۱:۳۷   | | ای‌آردی‌سی                      | زیر مداری   | آیرونومی          | ۱۳ سپتامبر        | موفق               |                    |
| ۱۳ سپتامبر ۱۱:۳۷   | اوج زمینی: ۷۵٫۷ کیلومتر (۴۷٫۰ مایل)                                                                    |                               |             |                   |                   |                    |                    |
| ۲۰ سپتامبر ۱۶:۳۱   | آئروبی آرتی‌وی-آ-۱                                                                                      | آئروبی آرتی‌وی-آ-۱             |             | هالومن ال‌سی-آ     | هالومن ال‌سی-آ     | نیروی هوایی آمریکا | نیروی هوایی آمریکا |
| ۲۰ سپتامبر ۱۶:۳۱   | |                               |             |                   |                   |                    |                    |
| ۲۰ سپتامبر ۱۶:۳۱   | آئرومد ۲                                                                                               | ای‌آردی‌سی                      | زیر مداری   | زیست‌پزشکی         | ۲۰ سپتامبر        | موفق               |                    |
| ۲۰ سپتامبر ۱۶:۳۱   | حامل میمون‌هایی به نام‌های یوریک/آلبرت ۴، و ۱۱ موش؛ همگی بازیابی‌شده؛ اوج زمینی: ۷۰٫۸ کیلومتر (۴۴٫۰ مایل) |                               |             |                   |                   |                    |                    |
| ۲۷ سپتامبر ۰۰:۰۶   | آئروبی اکس‌ای‌اس‌آر-اس‌سی-۱                                                                                | آئروبی اکس‌ای‌اس‌آر-اس‌سی-۱       |             | وایت سندز ال‌سی-۳۵ | وایت سندز ال‌سی-۳۵ | نیروی زمینی آمریکا | نیروی زمینی آمریکا |
| ۲۷ سپتامبر ۰۰:۰۶   | |                               |             |                   |                   |                    |                    |
| ۲۷ سپتامبر ۰۰:۰۶   | | سپاه سیگنال ارتش ایالات متحده | زیر مداری   | آیرونومی          | ۲۷ سپتامبر        | موفق               |                    |
| ۲۷ سپتامبر ۰۰:۰۶   | اوج زمینی: ۶۸٫۹ کیلومتر (۴۲٫۸ مایل)                                                                    |                               |             |                   |                   |                    |                    |

### اکتبر
| تاریخ و زمان (UTC) | راکت                                                               | راکت               | شماره پرواز | سایت پرتاب        | سایت پرتاب        | ال‌اس‌پی             | ال‌اس‌پی             |
| تاریخ و زمان (UTC) |                                                                    | بار مفید           | اپراتور     | مدار              | عملکرد            | فرسایش (UTC)       | نتیجه              |
| تاریخ و زمان (UTC) | ملاحظات                                                            | ملاحظات            | ملاحظات     | ملاحظات           | ملاحظات           | ملاحظات            |                    |
| ------------------ | ------------------------------------------------------------------ | ------------------ | ----------- | ----------------- | ----------------- | ------------------ | ------------------ |
| ۱۷ اکتبر ۱۸:۱۷     | آئروبی آرتی‌وی-آ-۱آ                                                 | آئروبی آرتی‌وی-آ-۱آ |             | هالومن ال‌سی-آ     | هالومن ال‌سی-آ     | نیروی هوایی آمریکا | نیروی هوایی آمریکا |
| ۱۷ اکتبر ۱۸:۱۷     |                                                                    |                    |             |                   |                   |                    |                    |
| ۱۷ اکتبر ۱۸:۱۷     |                                                                    | ای‌آردی‌سی           | زیر مداری   | یونوسفری          | ۱۷ اکتبر          | موفق               |                    |
| ۱۷ اکتبر ۱۸:۱۷     | پرواز اولیهٔ راکت آرتی‌وی-آ-۱آ، اوج زمینی: ۱۱۴٫۳ کیلومتر (۷۱٫۰ مایل) |                    |             |                   |                   |                    |                    |
| ۲۹ اکتبر ۲۱:۰۴     | وی-۲                                                               | وی-۲               |             | وایت سندز ال‌سی-۳۳ | وایت سندز ال‌سی-۳۳ | نیروی زمینی آمریکا | نیروی زمینی آمریکا |
| ۲۹ اکتبر ۲۱:۰۴     |                                                                    |                    |             |                   |                   |                    |                    |
| ۲۹ اکتبر ۲۱:۰۴     |                                                                    | نیروی زمینی آمریکا | زیر مداری   | آیرونومی          | ۲۹ اکتبر          | موفق               |                    |
| ۲۹ اکتبر ۲۱:۰۴     | اوج زمینی: ۱۴۱٫۳ کیلومتر (۸۷٫۸ مایل)                               |                    |             |                   |                   |                    |                    |

### نوامبر
| تاریخ و زمان (UTC) | راکت                                | راکت                          | شماره پرواز | سایت پرتاب        | سایت پرتاب        | ال‌اس‌پی             | ال‌اس‌پی             |
| تاریخ و زمان (UTC) |                                     | بار مفید                      | اپراتور     | مدار              | عملکرد            | فرسایش (UTC)       | نتیجه              |
| تاریخ و زمان (UTC) | ملاحظات                             | ملاحظات                       | ملاحظات     | ملاحظات           | ملاحظات           | ملاحظات            |                    |
| ------------------ | ----------------------------------- | ----------------------------- | ----------- | ----------------- | ----------------- | ------------------ | ------------------ |
| ۱ نوامبر ۰۹:۴۵     | آئروبی اکس‌ای‌اس‌آر-اس‌سی-۱             | آئروبی اکس‌ای‌اس‌آر-اس‌سی-۱       |             | وایت سندز ال‌سی-۳۵ | وایت سندز ال‌سی-۳۵ | نیروی زمینی آمریکا | نیروی زمینی آمریکا |
| ۱ نوامبر ۰۹:۴۵     |                                     |                               |             |                   |                   |                    |                    |
| ۱ نوامبر ۰۹:۴۵     |                                     | سپاه سیگنال ارتش ایالات متحده | زیر مداری   | آیرونومی          | ۱ نوامبر          | موفق               |                    |
| ۱ نوامبر ۰۹:۴۵     | اوج زمینی: ۶۶ کیلومتر (۴۱ مایل)     |                               |             |                   |                   |                    |                    |
| ۳ نوامبر ۰۰:۳۵     | آئروبی اکس‌ای‌اس‌آر-اس‌سی-۱             | آئروبی اکس‌ای‌اس‌آر-اس‌سی-۱       |             | وایت سندز ال‌سی-۳۵ | وایت سندز ال‌سی-۳۵ | نیروی زمینی آمریکا | نیروی زمینی آمریکا |
| ۳ نوامبر ۰۰:۳۵     |                                     |                               |             |                   |                   |                    |                    |
| ۳ نوامبر ۰۰:۳۵     |                                     | سپاه سیگنال ارتش ایالات متحده | زیر مداری   | آیرونومی          | ۳ نوامبر          | موفق               |                    |
| ۳ نوامبر ۰۰:۳۵     | اوج زمینی: ۸۲٫۴ کیلومتر (۵۱٫۲ مایل) |                               |             |                   |                   |                    |                    |

## خلاصه پرتاب‌های زیر مداری

### بر پایه کشور
| کشور | کشور                | پرتاب‌ها | موفق | ناموفق | ناتمام |
| ---- | ------------------- | ------- | ---- | ------ | ------ |
|      | ایالات متحده آمریکا | ۲۶      | ۱۹   | ۶      | ۱      |
|      | اتحاد جماهیر شوروی  | ۳۵      | ۳۳   | ۱      | ۱      |

### بر پایه راکت
- وی-۲ (آمریکایی)
- وایکینگ (مدل اول)
- آئروبی آرتی‌وی-ان-۱۰
- آئروبی اکس‌ای‌اس‌آر-اس‌سی-۱
- آئروبی آرتی‌وی-آ-۱
- آئروبی آرتی‌وی-آ-۱بی
- آئروبی آرتی‌وی-آ-۱آ
- آر-۱
- آر-۱وی
- آر-۱بی
- آر-۲

| راکت                    | کشور                | پرتاب | موفق | ناموفق | ناتمام | ملاحظات               |
| ----------------------- | ------------------- | ----- | ---- | ------ | ------ | --------------------- |
| وی-۲                    | ایالات متحده آمریکا | ۶     | ۲    | ۴      | ۰      |                       |
| وایکینگ (مدل اول)       | ایالات متحده آمریکا | ۱     | ۱    | ۰      | ۰      | بازنشسته              |
| آئروبی آرتی‌وی-ان-۱۰     | ایالات متحده آمریکا | ۳     | ۳    | ۰      | ۰      |                       |
| آئروبی اکس‌ای‌اس‌آر-اس‌سی-۱ | ایالات متحده آمریکا | ۵     | ۴    | ۱      | ۰      |                       |
| آئروبی آرتی‌وی-آ-۱       | ایالات متحده آمریکا | ۹     | ۷    | ۱      | ۱      |                       |
| آئروبی آرتی‌وی-آ-۱بی     | ایالات متحده آمریکا | ۱     | ۱    | ۰      | ۰      | پرواز اولیه، بازنشسته |
| آئروبی آرتی‌وی-آ-۱آ      | ایالات متحده آمریکا | ۱     | ۱    | ۰      | ۰      | پرواز اولیه           |
| آر-۱                    | اتحاد جماهیر شوروی  | ۱۶    | ۱۶   | ۰      | ۰      |                       |
| آر-۱وی                  | اتحاد جماهیر شوروی  | ۲     | ۲    | ۰      | ۰      | پرواز اولیه، بازنشسته |
| آر-۱بی                  | اتحاد جماهیر شوروی  | ۴     | ۳    | ۱      | ۰      | پرواز اولیه، بازنشسته |
| آر-۲                    | اتحاد جماهیر شوروی  | ۱۳    | ۱۲   | ۰      | ۱      |                       |